# Serge Spooren
Serge Spooren (Neerpelt, 22 november 1993) is een Belgische handbalspeler van Achilles Bocholt en het Belgisch nationaal handbalteam. 